# Achondrostoma oligolepis
L'Achondrostoma oligolepis (Robalo, Doadrio, Almada & Kottelat, 2005), noto comunemente come ruivaca, è un pesce d'acqua dolce appartenente alla famiglia Cyprinidae.

## Distribuzione e habitat
È una specie endemica del Portogallo, il suo areale è compreso tra il fiume Limia ed il Tornada.
Vive nel corso inferiore dei corsi d'acqua.

## Descrizione
Molto simile agli altri Achondrostoma come A. arcasii e A. occidentale da cui si distingue per le scaglie più grandi e per il muso arrotondato (differenza con A. oligolepis). Inoltre la mascella inferiore forma un angolo netto con il profilo del capo.
Misura fino a 15 cm.

## Biologia
Ignota.

## Conservazione
Si tratta di una specie ben distribuita, comunque l'inquinamento, la distruzione dell'habitat (soprattutto l'estrazione di inerti dal letto dei fiumi) e l'emungimento di acqua hanno causato una certa diminuzione delle popolazioni.